# آکچالی (بتلیس)
آکچالی (به ترکی استانبولی: Akçalı) یک منطقهٔ مسکونی در ترکیه است که در بیتلیس واقع شده‌است.